# Mount Pleasant (New York)
Mount Pleasant è un comune degli Stati Uniti d'America, situato nello stato di New York, nella contea di Westchester.